# قحطی بزرگ ۱۳۱۷–۱۳۱۵ (میلادی)

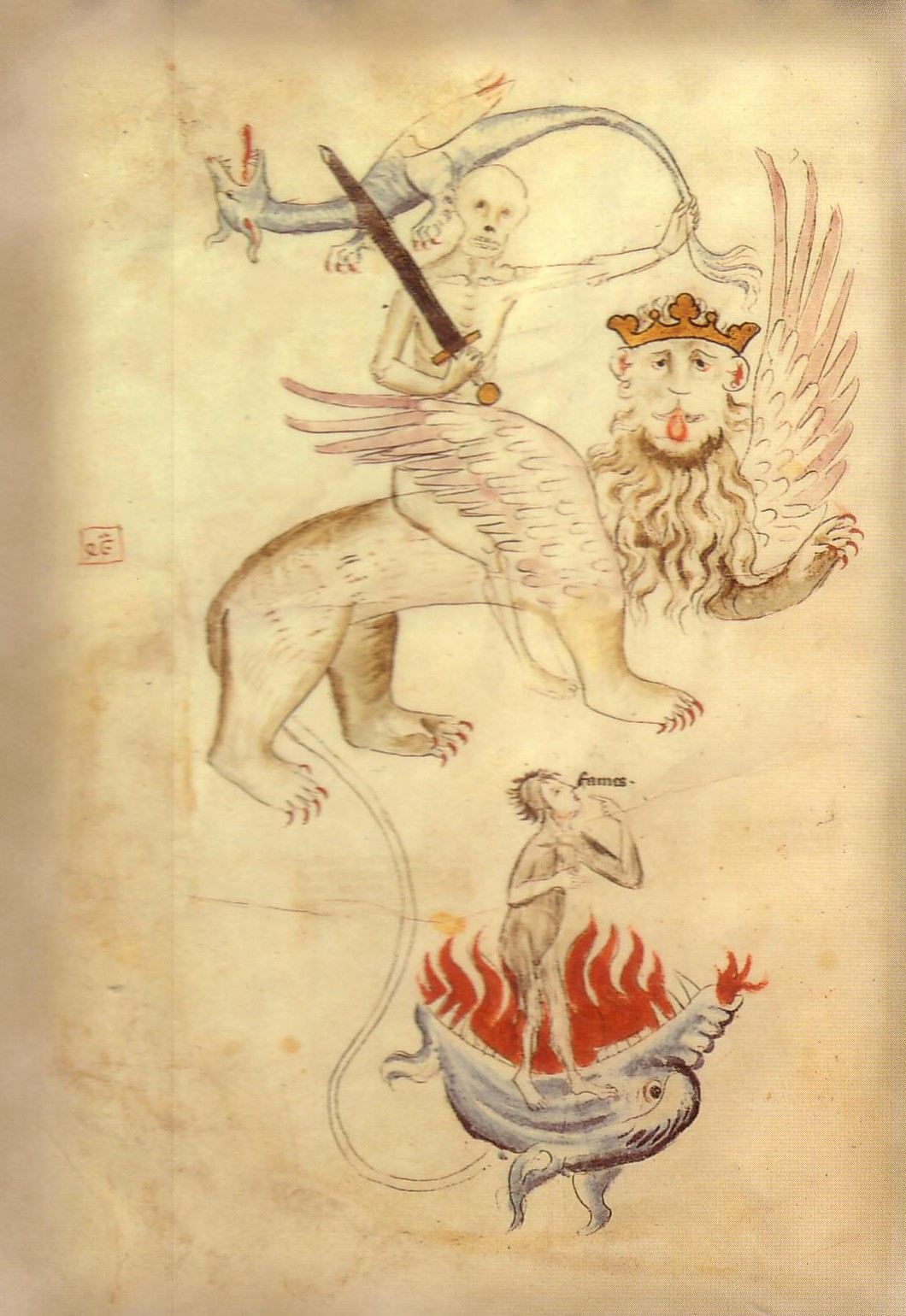
از آخرالزمان در Biblia Pauperum که در ارفورت در حوالی زمان قحطی بزرگ روشن شده‌است. مرگ نشسته سوار بر مانتیکور که دم بلند به پایان می‌رسد در یک توپ از شعله (جهنم) قحطی به دهان گرسنه اش اشاره می‌کند.

قحطی بزرگ ۱۳۱۵–۱۳۱۷ (گاهی به تاریخ ۱۳۱۵–۱۳۲۲) اولین مورد از یک سری بحران‌های بزرگ بود که در اوایل قرن چهاردهم اروپا را در نوردید. بیشتر اروپا (از شرق تا روسیه و جنوب تا ایتالیا) تحت تأثیر قرار گرفت. این قحطی باعث مرگ و میر بسیاری در طول چندین سال شد و پایانی آشکار برای دوره رشد و شکوفایی از قرن ۱۱ تا ۱۳ بود.
قحطی بزرگ با آب و هوا بد در بهار ۱۳۱۵ شروع شد. کمبود محصول از سال ۱۳۱۶ تا تابستان سال ۱۳۱۷ ادامه داشت و اروپا تا سال ۱۳۲۲ به‌طور کامل بهبود پیدا نکرد. کمبود محصول تنها مشکل نبود. بیماری گاوها باعث شد تعداد گوسفندها و گاوها تا ۸۰ درصد کاهش یابد. این دوره با سطوح شدید جنایت، بیماری، مرگ دسته جمعی، و حتی آدم‌خواری و کودک کشی مشخص شد. این بحران پیامدهایی برای کلیسا، دولت، جامعه اروپایی و مصیبت‌های آینده در قرن چهاردهم داشت.

## زمینه
قحطی اتفاقاتی آشنا در اروپای قرون وسطی بود. به عنوان مثال، قحطی‌های محلی در پادشاهی فرانسه در طول قرن چهاردهم در سال‌های ۱۳۰۴، ۱۳۰۵، ۱۳۱۰، ۱۳۱۵–۱۳۱۷ (قحطی بزرگ)، ۱۳۳۰–۱۳۳۴، ۱۳۴۹–۱۳۵۱، ۱۳۵۸–۱۳۶۰، ۱۳۷۱–۱۳۷۱ رخ داد. ۱۳۹۰. در پادشاهی انگلستان، مرفه‌ترین پادشاهی که تحت تأثیر قحطی بزرگ قرار گرفت، قحطی‌های دیگری در سال‌های ۱۳۲۱، ۱۳۵۱ و ۱۳۶۹ رخ داد. بیشتر مردم اغلب غذای کافی نداشتند و زندگی یک مبارزه نسبتاً کوتاه و بی رحمانه برای زنده ماندن تا پیری بود. با توجه به سوابق رسمی در مورد خانواده سلطنتی انگلیس، نمونه ای از بهترین افراد جامعه، که برای آنها سوابق نگهداری می‌شد، میانگین امید به زندگی در بدو تولد در سال ۱۲۷۶ ۳۵٫۲۸ سال بود. بین سالهای ۱۳۰۱ تا ۱۳۲۵، در زمان قحطی بزرگ، ۲۹٫۸۴ سال بود، در حالی که بین سالهای ۱۳۴۸ و ۱۳۷۵ در زمان طاعون، تنها ۱۷٫۳۳ سال بود. این کاهش نسبی جمعیت را بین سالهای ۱۳۴۸ و ۱۳۷۵ حدود ۴۲ درصد نشان می‌دهد.
تغییر الگوهای آب و هوا، ناکارآمدی دولت‌های قرون وسطی در مقابله با بحران‌ها، و سطح جمعیت در بالاترین سطح تاریخی، آن را به زمانی با حاشیه کمی برای خطا در تولید مواد غذایی تبدیل کرد.

## قحطی بزرگ

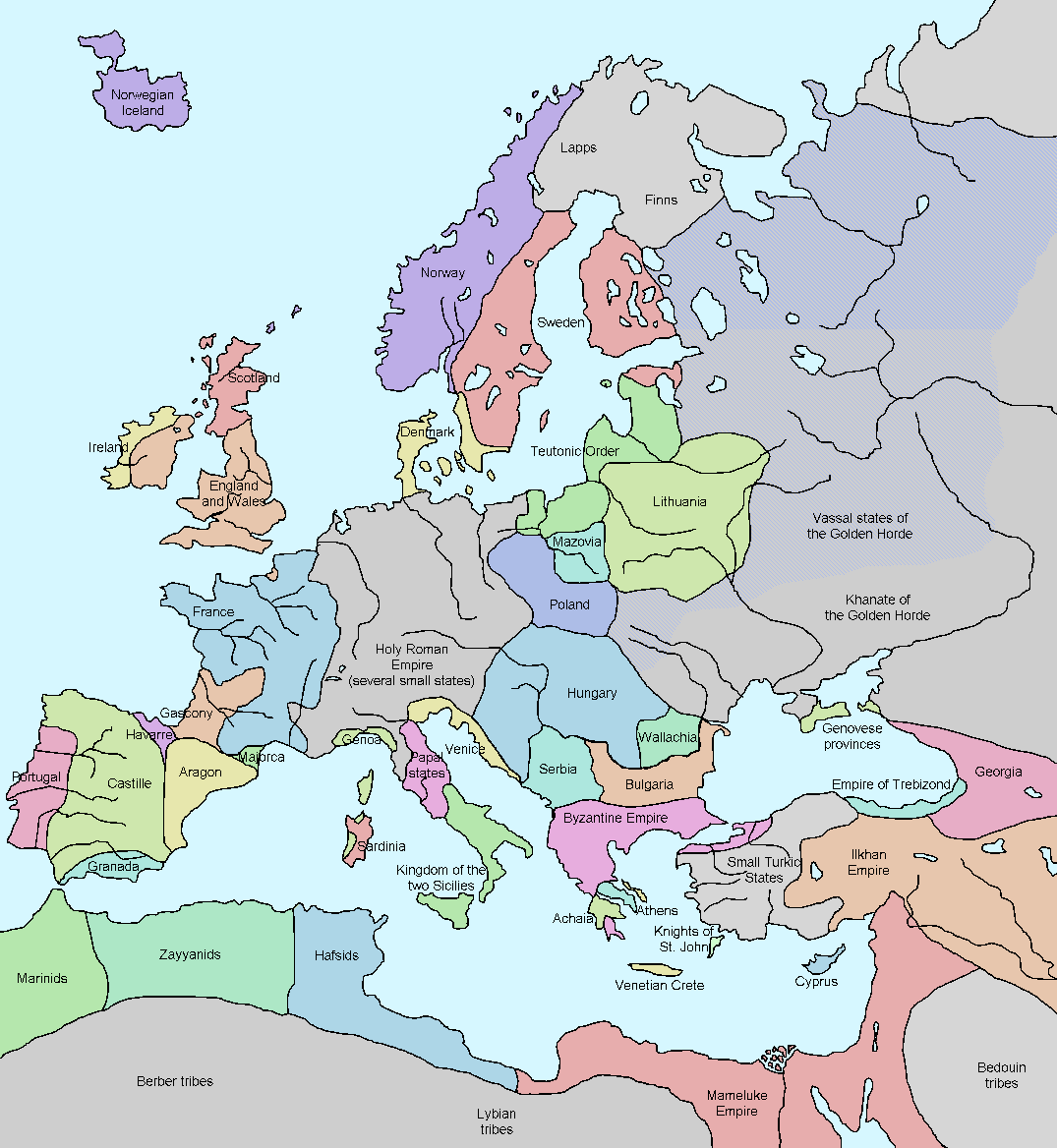
اروپا در سال ۱۳۲۸

در بهار ۱۳۱۵، باران شدید و غیرعادی در بسیاری از اروپا آغاز شد. در تمام فصل بهار و تابستان، بارندگی ادامه داشت و دمای هوا خنک بود. در چنین شرایطی، غلات نمی‌توانستند رسیده شوند و منجر به شکست گسترده محصول شدند. غلات را در کوزه‌ها و گلدان‌ها به داخل خانه می‌آوردند تا خشک بماند. کاه و یونجه برای حیوانات قابل درمان نبود، بنابراین علوفه ای برای دام‌ها وجود نداشت. در انگلستان، مناطق پست در یورکشایر و ناتینگهام زیر آب رفت، در حالی که حوضچه‌های خورش در رودخانه فوس در یورکشایر توسط سیل از بین رفتند.
قیمت مواد غذایی شروع به افزایش کرد. قیمت‌ها در انگلستان بین بهار و اواسط تابستان دو برابر شد. نمک، تنها راه درمان و نگهداری گوشت، به سختی به دست می‌آمد زیرا آب نمک نمی‌توانست به‌طور مؤثر در هوای مرطوب تبخیر شود. قیمت آن از ۳۰ به ۴۰ شیلینگ افزایش یافت. در لورن، قیمت گندم ۳۲۰ درصد افزایش یافت و نان را برای دهقانان غیرقابل دسترس کرد. انبارهای غلات برای مواقع اضطراری طولانی مدت محدود به خانواده سلطنتی، اربابان، اشراف، تجار ثروتمند و کلیسا بود. به دلیل فشارهای عمومی افزایش یافته جمعیت، حتی برداشت‌های کمتر از حد متوسط باعث شد که برخی از مردم گرسنه بمانند. مردم شروع به برداشت ریشه‌های خوراکی وحشی، علف‌ها، آجیل و پوست درختان در جنگل‌ها کردند.
اوج قحطی در سال ۱۳۱۷ بود که هوای مرطوب ادامه داشت. سرانجام در آن تابستان، آب و هوا به حالت عادی خود بازگشت. اما تا آن زمان، مردم در اثر بیماری‌هایی مانند ذات الریه، برونشیت و سل ضعیف شده بودند و مقدار زیادی از دانه‌های آن خورده شده بود، به طوری که تا سال ۱۳۲۵ بود که عرضه مواد غذایی به سطح نسبتاً عادی بازگشت و افزایش جمعیت شروع شد. مورخان دربارهٔ این تلفات بحث می‌کنند، اما تخمین زده می‌شود که ۱۰ تا ۲۵ درصد از جمعیت بسیاری از شهرها و شهرستان‌ها مرده‌اند. اگرچه مرگ سیاه (۱۳۴۷–۱۳۵۱) باعث مرگ افراد بیشتری می‌شد، اغلب در عرض چند ماه منطقه‌ای را درنوردید، در حالی که قحطی بزرگ‌سال‌ها ادامه داشت و رنج مردم را طولانی‌تر کرد.

### جغرافیا
قحطی بزرگ به شمال اروپا، از جمله جزایر بریتانیا، شمال فرانسه، کشورهای پایین، اسکاندیناوی، آلمان و غرب لهستان محدود شد. همچنین برخی از کشورهای بالتیک را تحت تأثیر قرار داد، به جز شرق دور بالتیک، که فقط به‌طور غیر مستقیم تحت تأثیر قرار گرفت. قحطی از سمت جنوب به کوه‌های آلپ و پیرنه محدود می‌شد.

## عواقب
قحطی بزرگ به دلیل تعداد افرادی که جان باختند، منطقه جغرافیایی وسیعی که تحت تأثیر قرار گرفت، طول آن و پیامدهای ماندگار آن قابل توجه است.

### فرهنگی
قحطی منجر به افزایش شدید جرم و جنایت شد، حتی در میان کسانی که معمولاً تمایلی به فعالیت‌های مجرمانه نداشتند، زیرا مردم برای تغذیه خود یا خانواده خود به هر وسیله ای متوسل می‌شدند. برای چندین دهه بعد از قحطی، اروپا موقعیت سخت‌تر و خشونت آمیزتری به خود گرفت. این مکان حتی نسبت به قرن دوازدهم و سیزدهم به مکانی دوستانه کمتر تبدیل شد. این را می‌توان در تمام اقشار جامعه مشاهده کرد، شاید برجسته‌ترین آن در نحوه انجام جنگ در قرن چهاردهم در طول جنگ صد ساله، زمانی که جوانمردی پایان یافت، برخلاف قرن‌های دوازدهم و سیزدهم که احتمال مرگ اشراف بیشتر بود. تصادفی در بازی‌های مسابقات نسبت به میدان نبرد.
قحطی همچنین اعتماد به دولت‌های قرون وسطی را به دلیل شکست آنها در مقابله با بحران‌های ناشی از آن تضعیف کرد.

### جمعیت
قحطی بزرگ پایانی آشکار برای دوره بی‌سابقه ای از رشد جمعیت بود که در حدود سال ۱۰۵۰ شروع شده بود. اگرچه برخی معتقدند رشد برای چند دهه کاهش یافته بود، بدون شک قحطی پایان آشکار رشد بالای جمعیت بود. قحطی بزرگ بعداً پیامدهایی برای رویدادهای آینده در قرن چهاردهم خواهد داشت، مانند مرگ سیاه، زمانی که جمعیتی که از قبل ضعیف شده بودند دوباره مورد حمله قرار گرفتند.